# Rifugio Emilio Comici
Il rifugio Emilio Comici (in ted. Emilio-Comici-Hütte) è un rifugio situato a 2.153 m s.l.m. ai piedi della parete principale del Sassolungo e vicino al Piz Sella (2.284 m), sopra l'abitato di Plan de Gralba, frazione di Selva di Val Gardena.

## Storia

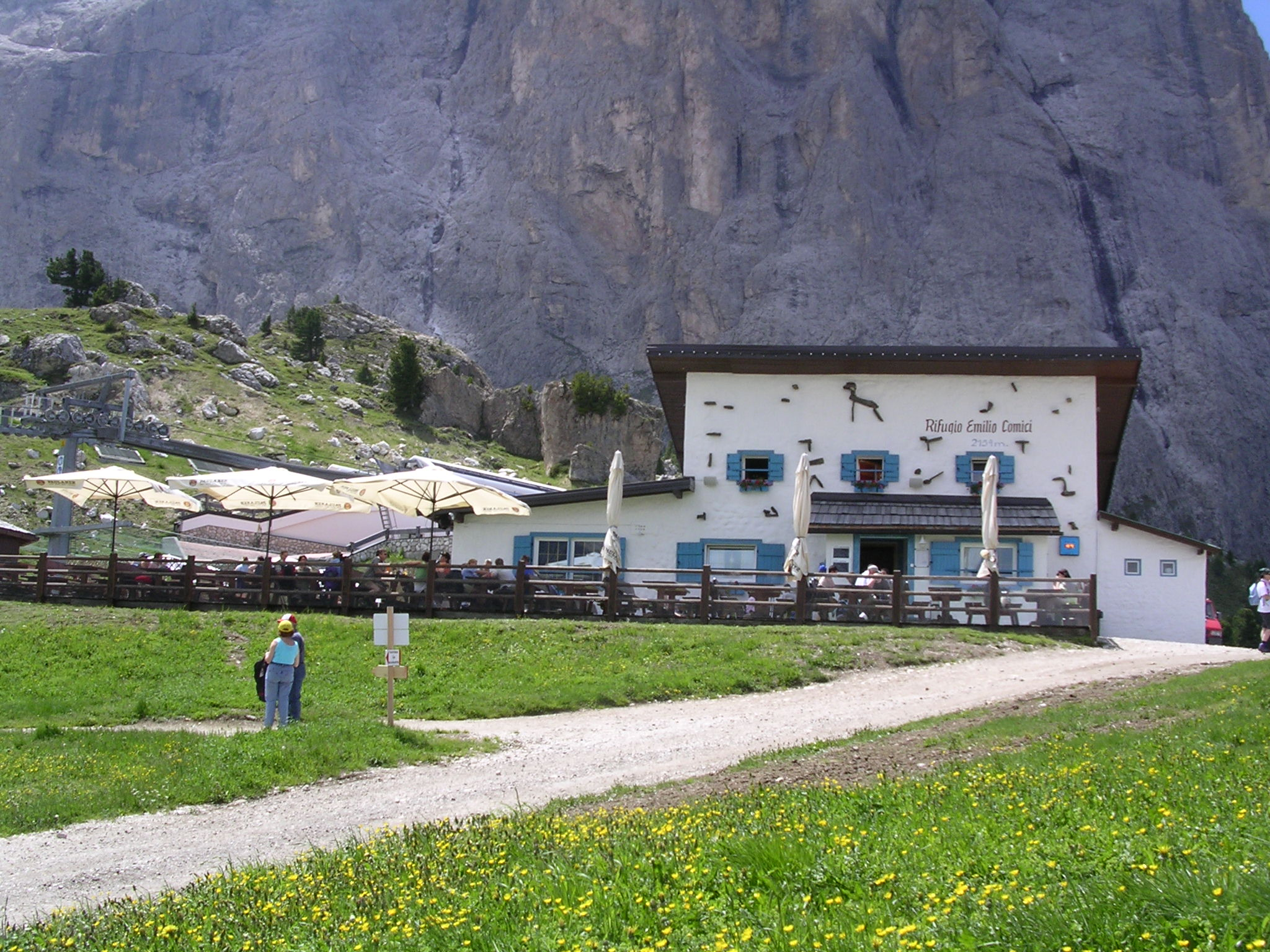
Il rifugio prima dell'ampliamento

Il rifugio è intitolato ad Emilio Comici, noto alpinista triestino precursore dell'alpinismo moderno, che morì nel 1940 in Vallunga, a Selva di Val Gardena. Il rifugio è posto sotto al cosiddetto "campanile del Sassolungo", un canalone che Comici percorse insieme a Severino Casara per aprire una nuova via per raggiungere la cima del Sassolungo il 28 agosto 1940, nel periodo in cui era podestà di Selva (1938-1940), contenente passaggi di 5º e 6º grado, e che dai due alpinisti prese poi il nome di "Via Comici-Casara".

## Caratteristiche e informazioni
Il rifugio è di proprietà privata, effettua apertura tutto l'anno ed offre servizio di ristorazione. Nel 2013 è stato parzialmente ristrutturato ed è stata aggiunta una sala panoramica denominata "mucca blu" e i servizi igienici interrati.

## Accessi
Il rifugio Comici si raggiunge:
- facilmente dall'abitato di Plan de Gralba mediante la cabinovia che arriva al vicino impianto del Piz Sella (attiva solo in inverno), a quota 2.128 m. Da qui si discende al rifugio in 10 minuti;
- dalla funivia che sale dal centro di Selva e raggiunge il Monte Ciampinoi (2.284 m.), discendendo poi da quest'ultimo al rifugio in circa 20 minuti;
- dal Passo Sella (2.240 m) mediante un agevole e panoramico sentiero che attraversa anche la "città dei sassi", in 45 minuti.

## Escursioni
Dal rifugio Comici si raggiunge:
- in circa 40 minuti la vicina "città dei sassi", una suggestiva area naturale ricca di massi ed alberi, creata dalla caduta di rocce dal prominente Sassolungo;
- proseguendo oltre si raggiunge il vicino Passo Sella in poco meno di 10 minuti;
- l'impianto di risalita Ciampinoi, a quota 2.280 m, in poco meno di 1 ora di cammino.

## Traversate
- Rifugio Vicenza, in circa 1,5 ore.